# Eline Heger
Ellen (kaldet Eline) Maria Heger (født Smidth 13. december 1774, død 7. juni 1842 i Tårbæk) var en dansk skuespillerinde, gift med Stephan Heger, mor til Elise Holst.
Eline Heger var opvokset i et fattigt småborgerhjem og blev som barn elev på teatrets balletskole, hvor hendes blide væsen og stilfærdige gratie vakte opmærksomhed. Instrueret af Mad. Rosing debuterede hun 26. november 1793 som Lucette i Den gode Moder og brød kort tid efter igennem som Lessings Emilie Galotti. 
Hegers sceniske område var ikke stort, og hendes kunstneriske individualitet vedblev at være den samme: hun gav sig umiddelbart hen og betog tilskuerne ved sit poetisk tungsindige, stille sværmende væsen, sin hellige Jomfruelighed, som Baggesen kaldte hendes fremtoning. 
Til held for kunsten var Adam Oehlenschläger blandt de unge digtere, der sværmede for hendes navnkundige fremstilling af Samsøes Dyveke. Hun blev det kvindeideal, der senere foresvævede ham, da han digtede Thora i Hakon Jarl og Valborg i Axel og Valborg.
I den sceniske gengivelse af disse skikkelser kom Hegers åndelige og legemlige evner til fuld udvikling. Efter 13. januar 1832 at have spillet Sophie i Magt og List blev hun ramt af et apoplektisk slag, der for bestandig berøvede hende mælet.